# 郭俊次
郭俊次（1942年—），臺灣公共行政學學者、政治人物，曾代表中國國民黨在臺灣省第四選區（雲嘉南南）當選為第一屆第三次增額立法委員。